# 武藤健
武藤 健（むとう たけし、1893年11月28日 - 1974年12月18日）は日本の大正時代・昭和時代の牧師。日本基督教団第4代議長、日本キリスト教文化協会理事長、キリスト新聞社社長。

## 来歴
青森県八戸市番長のクリスチャンの眼科医武藤一明の三男に生まれる。八戸中学時代より神学者を目指し、八戸中学を首席で卒業し、青山学院で学ぶ。1918年(大正7年)に日本メソヂスト教会の教職になり、メソジスト城西教会の牧師、銀座教会の福音英語学校校長になる。1919年(大正8年)に結婚し、東京帝国大学文学部、アメリカ合衆国ノースウェスタン大学大学院、ベルリン大学で神学の勉強を続ける。
1924年(大正13年)に帰国して青山学院教授に就任する。その後、日本メソヂスト教会の三田教会の牧師に就任する。後に日本メソヂスト教会、本郷中央会堂(現・日本基督教団本郷中央教会)の牧師に就任する。
1941年(昭和16年)の日本基督教団成立時には第2部に所属する。1942年(昭和17年)長崎活水高等女学院(現、活水女子大学)院長に就任する。在任中に、原子爆弾で被爆し、被害を受けた生徒の世話と学校の経営に奔走する。
戦後、1946年(昭和21年)に日本基督教団本郷中央教会に再び招かれて牧師に就任する。
1954年(昭和29年)に小崎道雄の後をついで、第4代日本基督教団議長に就任する。さらに、日本基督教文化協会(現、日本キリスト教文化協会)理事長、日本キリスト教協議会の議長など要職を歴任し、キリスト新聞の設立にも関わり社長を務めた。
1961年(昭和36年)には、タイ王国で開催された東アジア・キリスト教協議会の大会に出席した。

## 著作
- 「知られたる我」